# 鄧肯 (印第安納州)
鄧肯（英語：Duncan）是位於美國印第安納州弗洛伊德縣的一個非建制地區。該地的面積和人口皆未知。